# 永红乡 (南部县)
永红乡，是中华人民共和国四川省南充市南部县曾经下辖的一个乡。2019年10月29日，撤销永红乡和柳树乡，将其所属行政区域划归升钟镇管辖。

## 行政区划
永红乡撤销前下辖以下地区：
千佛观村、分水岭村、金光村、海源村、石板村、鲸鱼村、河源村、春光村、小溪村、先集村、凤仪村、唐家坪村、三元村、五爱村、元山村、三合村、合心村和鸳鸯村。